# Sigfox
Sigfox je francouzská společnost založená v roce 2009, která se zaměřuje na internet věcí, staví bezdrátové sítě pro připojení nízkoenergetických zařízení, jako jsou elektroměry či chytré hodinky, jež musí být neustále zapnuta a která vysílají malé množství dat.
Ústředí Sigfoxu se nachází v Labège poblíž Toulouse ve Francii a má více než 80 zaměstnanců. Firma má také pobočky v Madridu, San Franciscu, Sydney či Paříži.
Mateřská společnost Sigfox a její dceřiná pobočka Sigxof France požádaly během ledna 2022 o ochranu před věřiteli. Za finanční rok 2021 vykázala společnost čistou ztrátu 91 milionů EUR, při tržbách 24 milionů EUR a finančním dluhem 118 milionů EUR. V prosinci 2022 mateřskou společnost koupila singapurská firma UnaBiz.

## Technologie
Sigfox využívá patentovanou technologii, která umožňuje komunikaci pomocí pásma ISM (industrial, scientific a medical), které se v Evropě šíří na frekvenci 868 MHz a 902 MHz v USA. Sigfox používá signál s dlouhým dosahem, který volně prochází skrz pevné objekty, tzv. "ultra narrowband", a na jehož vyzařování je třeba jen málo energie. Tato síť patří mezi "Low-Power Wide-Area Network" sítě (LPWAN). Síť je založena na hvězdicové topologii, kdy mezi každými dvěma stanicemi existuje vždy jen jedna cesta, a vyžaduje mobilního operátora, který zajišťuje vzniklý provoz. Signál může snadno pokrýt velkou plochu a dosáhne k podzemním objektům.
Sigfox spolupracuje s řadou firem v LPWAN průmyslu, jako jsou Texas Instruments, Silicon Labs a ON Semiconductor. ISM pásmo podporuje pouze omezenou obousměrnou komunikaci. Stávající standard pro Sigfox komunikaci podporuje až 140 uplink zpráv denně, z nichž každá může nést data o velikosti 12 bajtů a až 4 downlink zpráv za den, z nichž každý může nést náklad 8 bajtů. K tomuto množství dat se ještě připočítává hlavička zprávy, která obsahuje potřebné informace pro doručení zprávy.
Mezi hlavní výhody sítě Sigfox patří:
- menší velikost hlavičky (26 bajtů) než u zařízení využívající IP adresy (40 bajtů);
- díky nízké přenosové rychlosti a malému objemu odesílaných dat mohou mít baterie v zařízení výdrž až 15 let;
- ve volné krajině je dosah signálu k základnové stanici až 50 km;
- síť je vysoce odolná vůči rušení;
- zneužití sítě je téměř nemožné;
- levná pořizovací cena modulů pro připojení zařízení na Sigfox.

## Operátoři
Ve Francii společnost Sigfox provozuje a prodává svou síť. Na mezinárodní úrovni se spoléhá na partnerské operátory známé jako operátory společnosti Sigfox (SO).
Partnerskými operátory jsou:
- Austrálie: Thinxtra
- Belgie: Engie M2M
- Brazílie: WND
- Česká republika: SimpleCell Networks (mimo provoz[13])
- Dánsko: IoT Dennmark
- Estonsko: Conncected Baltics
- Finsko: ConnectedFinland
- Francie: Sigfox
- Francouzská Polynésie: VITI
- Francouzské Antily: IDEO Caraibes
- Írán: PARSNET
- Irsko: VT Network
- Itálie: NetTrotter
- Japonsko: Kyocera Communication Systems  Co., Ltd.
- Jižní Afrika: SqwidNET
- Kolumbie: WND
- Lucembursko: RMS.lu S.A.
- Mauricius: Mascareignes Connect
- Malta: IoTMalta
- Mexiko: WND
- Německo: Sigfox
- Nizozemí: Aerea
- Nový Zéland: Thinxtra
- Omán: Momkin
- Portugalsko: NarrowNet
- Réunion, Mauricius a Mayotte: IO Connect
- Singapur: UnaBiz
- Slovensko: SimpleCell Networks Slovakia
- Spojené království: WND
- Spojené státy: Sigfox
- Španělsko: CELLNEX
- Švédsko: IoT Sweden
- Tchaj-wan: UnaBiz